# MxPx
MxPx (Magnified Plaid) är ett amerikanskt punkrockband som startade 1992 i Bremerton, Washington.

## Historia
MxPx startade som tre 15-åringar som kallade sig själva för Magnified Plaid, och lät sig inspireras av sydkalifornisk skatepunk. Trion var klasskamrater vid Central Kitsap High School i närliggande Silverdale, Washington. De gillade inte riktigt namnet på bandet, men bytte ändå inte. Namnet förkortades till M.P., men när Yuri Ruley gjorde konsertaffischer så blev punkterna till x, och namnet MxPx fastnade.

## Medlemmar
Nuvarande medlemmar
- Mike Herrera - sång, bas (1992-idag)
- Tom Wisniewski - gitarr (1995-idag)
- Yuri Ruley - trummor (1992-idag)

Tidigare medlemmar
- Andy Husted  - gitarr (1992-1995)

## Diskografi

### Studioalbum
- Pokinatcha (1994)
- Teenage Politics (1995)
- Life in General (1996)
- Slowly Going the Way of the Buffalo (1998)
- The Ever Passing Moment (2000)
- Before Everything and After (2003)
- Panic (2005)
- Lets rock (2006)
- Secret Weapon (2007) med låten Angels
- Plans Within Plans (2012)

### Samlingar/Liveskivor
- Let it Happen (1998)
- At the Show (1999)
- Ten Years and Running (2002)
- Let's Rock (2006)
- The Ultimate Collection (2008)
- The Acoustic Collection (2012)

### EP:er
- On the Cover (1995)
- Move to Bremerton (1996)
- The Renaissance (2001)
- Fat Club (2001)
- The AC/EP (2004)
- Left Coast Punk (2009)

### Videor
- It Came from Bremerton (2000)
- B-Movie (2004)
- Triple Threat (2009)
- Both Ends Burning: The Saga Continues... (DVD) (2011)